# 卡布里耶尔
卡布里耶尔（法語：Cabrières，法語發音：[kabʁijɛʁ]）是法国加尔省的一个市镇，属于尼姆区。

## 地理
卡布里耶尔（43°54'17"N, 4°28'18"E）面积14.76 平方千米，位于法国奧克西塔尼大區加尔省，该省份为法国南部沿海省份，南端濒地中海，北起顺时针与阿尔代什省、沃克吕兹省、罗讷河口省、埃罗省、阿韦龙省和洛泽尔省接壤。
与卡布里耶尔接壤的市镇（或旧市镇、城区）包括：伯祖斯、科利亚斯、莱德农、玛格丽特、普尔斯、圣热尔瓦西。

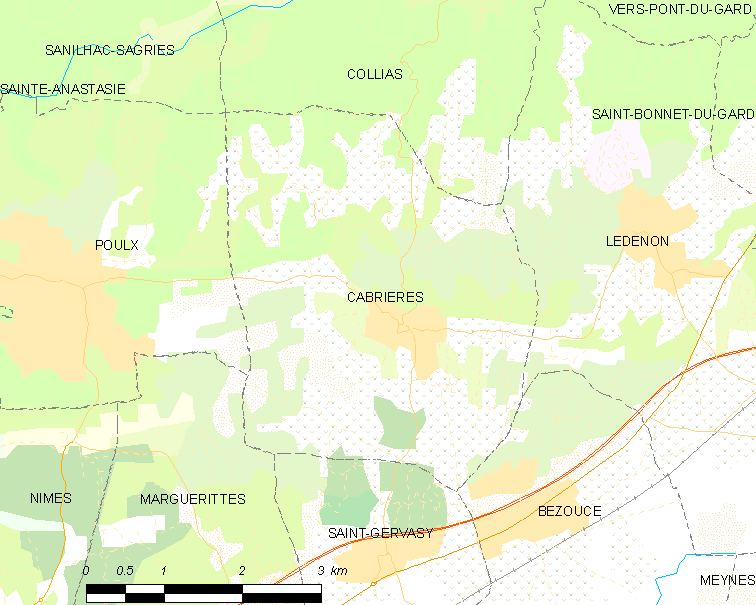
卡布里耶尔的OSM定位图

卡布里耶尔的时区为UTC+01:00、UTC+02:00（夏令时）。

## 行政
卡布里耶尔的邮政编码为30210，INSEE市镇编码为30057。

## 政治
卡布里耶尔所属的省级选区为勒代桑县。

## 人口

1962-2008年间卡布里耶尔人口变化图示

卡布里耶尔于2022年1月1日时的人口数量为1781人。